# Абдурахманов, Арзымурат
Арзымурат Абдурахманов (1915 — ?) — звеньевой колхоза им. Калинина Китабского района Кашка-Дарьинской области, Герой Социалистического Труда (1957)

## Биография

### Трудовой подвиг
За выдающиеся успехи, достигнутые в деле развития советского хлопководства, широкое применение достижений науки и передового опыта в возделывании хлопчатника и получение высоких и устойчивых урожаев хлопка-сырца присвоить звание Героя Социалистического Труда с вручением ордена Ленина и золотой медали «Серп и Молот» Абдурахманову Арзымурату.